# Unió Popular la Nostra Ucraïna
La Unió Popular la Nostra Ucraïna (ucraïnès Народний союз «Наша Україна») és un partit polític d'Ucraïna de centredreta fundat el 2005 per Víktor Iúsxenko.
El partit és considerat com la continuació de l'aliança electoral del Bloc Víktor Iúsxenko la Nostra Ucraïna. El nou partit es va inaugurar oficialment el 5 de març de 2005 pel grup de polítics nomenats per l'incumbent president Víktor Iúsxenko, però no va aconseguir atreure a la majoria dels partits constituents que havien estat membres del bloc anterior, que es va negar a ser absorbits pel nou partit acabat de formar.
El congrés constituent, celebrat a Kíiv i al qual van assistir 6.000 delegats de totes les regions d'Ucraïna, va elegir Iúsxenko com a president honorari (que va rebre el carnet de membre núm. 1). L'ex-vice primer ministre, Roman Bezsmertnyi va ser elegit com a cap del Presidium del partit Iuri Ekhanúrov com a cap del Comitè Executiu Central del partit.
A les eleccions al Parlament d'Ucraïna de 2006 va formar part del Bloc la Nostra Ucraïna-Autodefensa Popular. A les eleccions al Parlament d'Ucraïna de 2007 es presentaria sota el mateix bloc i va obtenir 72 dels 450 escons a la Rada Suprema d'Ucraïna.
El desembre de 2008 l'Agència d'Informació Independent d'Ucraïna (UNIAN) va informar que la Unió Popular la Nostra Ucraïna i el Centre Unit preparaven un congrés d'unificació pel 17 de gener de 2009. UNIEN també va informar que el Partit Demòcrata del Poble hi podria participar. Finalment, però, no es va dur a terme.